# Yunus Özel
Yunus Özel (* 18. August 1987) ist ein türkischer Ringer. Er wurde 2014 Vizeweltmeister im griechisch-römischen Stil in der Gewichtsklasse bis 71 kg Körpergewicht.

## Werdegang
Yunus Özel begann als Jugendlicher 1998 mit dem Ringen. Seit dieser Zeit ist Sefer Sari sein Trainer. Er konzentriert sich dabei auf den griechisch-römischen Stil und startet für den Ringerclub Sakarya Hendek.
Seine erste internationale Bewährungsprobe bekam er bereits im Jahre 2004, als er bei der Junioren-Europameisterschaft (Altersgruppe Kadetten) in Albena eingesetzt wurde. Er verfehlte dort in der Gewichtsklasse bis 63 kg mit dem 4. Platz knapp die Medaillenränge. Sein nächster Start bei einer internationalen Meisterschaft war dann erst 2007, als er bei der Junioren-Europameisterschaft (Altersgruppe Juniors) in Belgrad im Leichtgewicht teilnahm. Er kam dabei auf den 5. Platz.
Bei den Senioren benötigte Yunus Özel einige Jahre, bis er sich in der Türkei, in der Ringen sehr populär ist und das über viele Weltklasseringer verfügt, für weitere internationale Meisterschaften qualifizieren konnte. Seine Hauptkonkurrenten in jenen Jahren waren Şeref Eroğlu, Seref Tüfenk und Selçuk Çebi. Erst 2014 erkämpfte sich Yunus Özel einen Startplatz bei der Europameisterschaft im finnischen Vantaa. Dabei gelang ihm gleich ein Medaillengewinn in der Gewichtsklasse bis 71 kg Körpergewicht. Auf dem Weg zu diesem Erfolg besiegte er Henri Palomäki aus Finnland, Sergejs Mironovs, aus Lettland und Armen Wardanjan aus Armenien. Eine Niederlage musste er im Kampf gegen Rasul Tschunajew aus Aserbaidschan hinnehmen. 2014 startete er auch bei der Weltmeisterschaft in Taschkent. Er besiegte dort in der gleichen Gewichtsklasse Fernande Vicente Gomez aus Mexiko, Ionel Pușcașu aus Rumänien, Rasul Tschunajew und Warscham Boranjan aus Armenien. Im Finale unterlag er allerdings gegen Tschingis Labasanow aus Russland knapp nach Punkten (13), womit er sich eine WM-Silbermedaille erkämpfte.
2015 konnte Yunus Özel bei den internationalen Meisterschaften diese Erfolge nicht wiederholen. Bei den 1. Europäischen Spielen, die im Juni 2015 in Baku durchgeführt wurden, unterlag er in der Gewichtsklasse bis 71 kg gleich in seinem ersten Kampf gegen den Weißrussen Pawel Ljach. Da dieser das Finale nicht erreichte, schied er aus und kam nur auf den 13. Platz. Bei der Weltmeisterschaft 2015 in Las Vegas blieb er in seinem ersten Kampf gegen Kazuhiro Hanayama aus Japan siegreich, unterlag aber dann gegen Justin Harry Lester aus den Vereinigten Staaten. Auch dieser erreichte das Finale nicht, so dass für Yunus Özel nur der 15. Platz blieb.
Im Januar 2016 wurde Yunus Özel türkischer Meister in der Gewichtsklasse bis 71 kg vor Emre Basar, Murat Dag und Ilker Sönmez. Wenn er sich für die Teilnahme an den Olympischen Spielen 2016 in Rio de Janeiro qualifizieren will, müsste er die Gewichtsklasse wechseln, da die bis 71 kg nicht olympisch ist.

## Internationale Erfolge
| Jahr | Platz | Wettbewerb                                    | Gewichtsklasse | Ergebnisse |
| 2004 | 4.    | Junioren-EM (Cadets) in Albena/Bulgarien      | bis 63 kg      | Sieger: Wladimir Lohoyda, Ukraine |
| 2007 | 5.    | Junioren-EM (Juniors) in Belgrad              | Leicht         | hinter Aleksandar Maksimović, Serbien, Rafik Huseinow, Aserbaidschan, Bálint Korpási, Ungarn und Mihran Harutjunjan, Russland                                                       |
| 2009 | 20.   | Golden-Grand-Prix in Baku                     | Leicht         | Sieger: Farid Mansurow, Aserbaidschan vor Afschin Bjabangard, Iran und Tamas Lörincz, Ungarn                                                                                        |
| 2011 | 1.    | Dan Kolow & Nikola Petrow-Turnier in Burgas   | Leicht         | vor Georgian Carpen, Rumänien und Manuchar Turmanidse, Georgien |
| 2012 | 20.   | Dan Kolow & Nikola Petrow-Turnier in Sofia    | Welter         | Sieger: Ilian Georgiew, Bulgarien vor Manuchar Tschadaia, Georgien |
| 2014 | 3.    | Vehbi Emre-Turnier in Sofia                   | bis 71 kg      | hinter Rasul Tschunajew, Aserbaidschan und Mindia Zukulidse, Georgien |
| 2014 | 5.    | Dan Kolow & Nikola Petrow-Turnier in Sofia    | bis 71 kg      | Sieger: Abujasid Manzigow, Russland vor Armen Wardanjan, Armenien |
| 2014 | 3.    | EM in Vantaa                                  | bis 71 kg      | nach einem Sieg über Henri Palomäki, Finnland, einer Niederlage gegen Rasul Tschunajew und Siegen über Sergejs Mironovs, Lettland und Armen Wardanjan                               |
| 2014 | 2.    | WM in Taschkent                               | bis 71 kg      | nach Siegen über Fernande Vicente Gomez, Mexiko, Ionel Pușcașu, Rumänien, Rasul Tschunajew und Warscham Boranjan, Armenien und einer Niederlage gegen Tschingis Labasanow, Russland |
| 2015 | 2.    | Vehbi Emre & Hamit-Kaplan-Turnier in Istanbul | bis 71 kg      | hinter Tamas Lörincz, Ungarn, vor Ruslan Zarew, Kirgisistan und Sachino Davitaia, Georgien                                                                                          |
| 2015 | 13.   | 1. Europäische Spiele in Baku                 | bis 71 kg      | nach einer Niederlage gegen Pawel Ljach, Weißrussland |
| 2015 | 8.    | Wladyslaw-Pytlasinski-Turnier in Warschau     | bis 71 kg      | Sieger: Tamas Lörincz vor Mathias Maasch, Deutschland |
| 2015 | 15.   | WM in Las Vegas                               | bis 71 kg      | nach einem Sieg über Kazuhiro Hanayama, Japan und einer Niederlage gegen Justin Harry Lester, USA                                                                                   |
| 2016 | 1.    | Ljubomir Ivanovic Gedza-Intern. in Belgrad    | bis 71 kg      | vor Alexander Paiwin, Russland, Davor Štefanek und Goran Sremac, beide Serbien |

Erläuterungen
- alle Wettbewerbe im griechisch-römischen Stil
- WM = Weltmeisterschaft, EM = Europameisterschaft
- Leichtgewicht bis 31. Dezember 2013 bis 66 kg, Weltergewicht bis 74 kg Körpergewicht; Seit 1. Januar 2014 gilt eine neue Gewichtsklasseneinteilung durch den Ringer-Weltverband UWW (früher FILA)